# Élections cantonales françaises de 1931
Des élections cantonales ont été organisées en France les 18 et 25 octobre 1931.